# Giovanni Pietro Birago
Giovanni Pietro Birago (appelé aussi Giampietrino da Birago) est enlumineur et graveur actif à Milan entre 1471 et 1513.

## Biographie

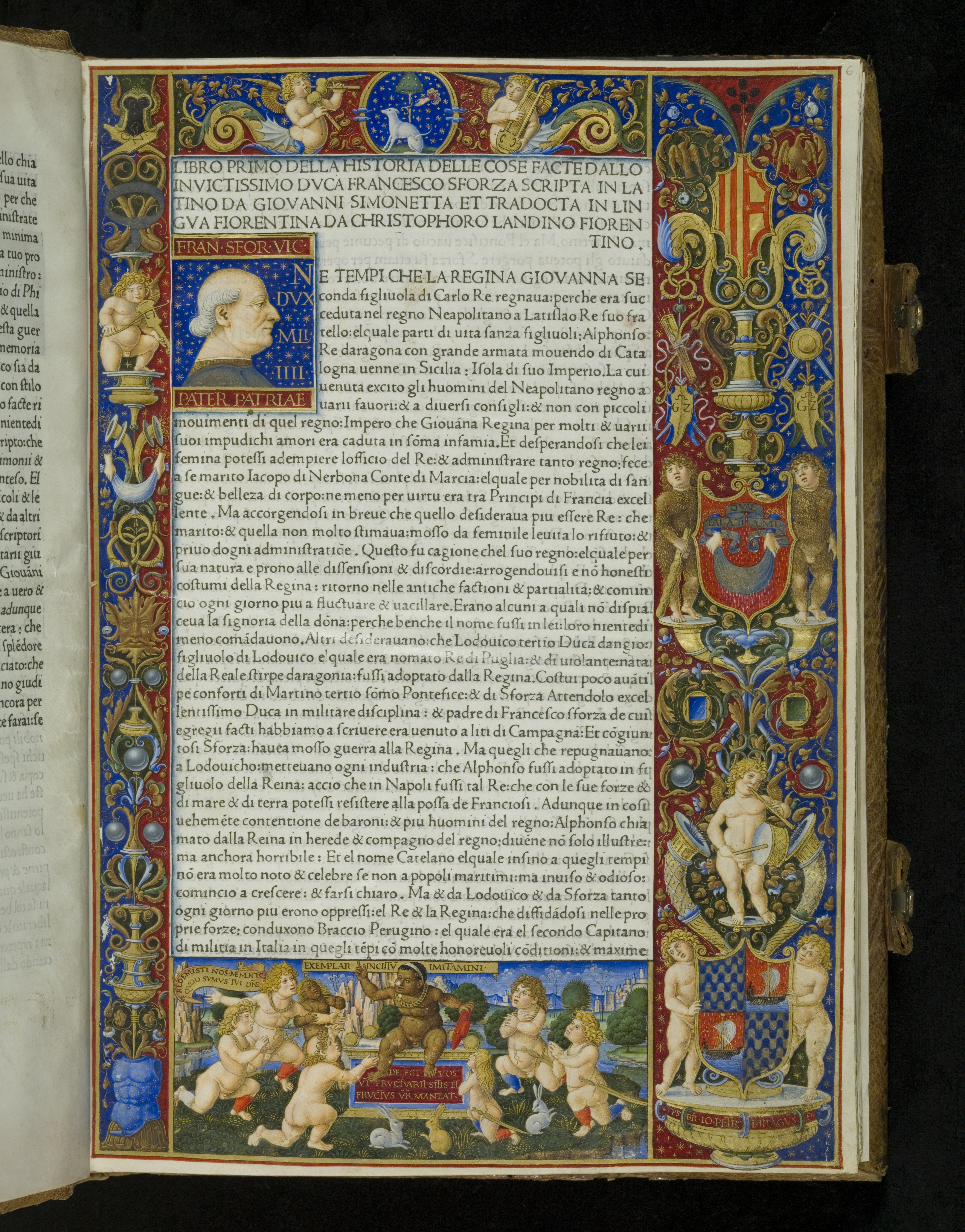
Frontispice de l'exemplaire de la Sforziada de Varsovie. La signature de Birago apparait sur la coupe en bas à droite.

Les dates de naissance et de mort de cet artistes demeurent inconnues. Un document le désigne comme « cappellanus et pictore » (« chapelain et peintre »), il était donc peut-être un ecclésiastique. Sa plus ancienne œuvre signée est un ensemble de livres liturgiques pour la Cathédrale de Brescia, datés vers 1471–1474, qu'il décore probablement à un âge assez jeune. Il pourrait avoir été ensuite actif à Venise au début des années 1480 puis à Rome où il pourrait avoir travaillé pour le cardinal hongrois Jean Vitéz avant 1490. C'est à cette date qu'il arrive probablement à Milan pour se mettre au service des Sforza. Il s'agit de sa période la plus prospère avec de nombreuses œuvres attribuées, réalisées à la tête d'un atelier avec plusieurs collaborateurs dont le Maître d'Anna Sforza. Il reste probablement dans la ville après sa prise par les Français en 1500, recevant des privilèges en 1506 pour la fabrication de gravures. Une lettre autographe du maître daté du 6 avril 1513 atteste qu'il est encore vivant à cette date,.

## Style
Son style privilégie les architectures et les armures inspirées de l'Antiquité, propre à l'Enluminure de la Renaissance, ainsi que les paysages formés par des masses rocheuses surmontés de petits bâtiments dans le lointains et des arbres aux formes très simples. Ces paysages rappellent ceux d'Andrea Mantegna dont les modèles ont été introduits en Lombardie par Vincenzo Foppa. Il a par ailleurs sans doute connu Léonard de Vinci à la cour des Sforza, dont il reprend sa façon de représenter les cheveux comme une masse bouclée ainsi que ses caricatures dans ses grotesques. Il reprend aussi le modèle de sa statue équestre en plâtre de Francesco Sforza que Léonard avait réalisé à l'occasion des fiançailles entre Blanche-Marie Sforza et Maximilien Ier. Néanmoins, le trait le plus caractéristique des œuvres de Birago est le putto jouflu qui apparait fréquemment dans ses miniatures et décors de marge.

## Œuvres
Son identification et le corpus de ses œuvres ont été réalisés grâce à sa signature retrouvée dans quelques manuscrits. 

### Manuscrits

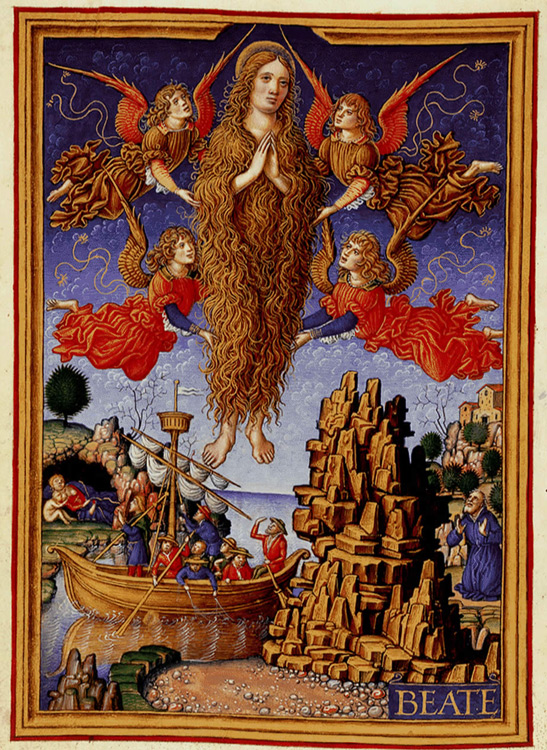
Marie-Madeleine, dans les Heures Sforza, British Library.

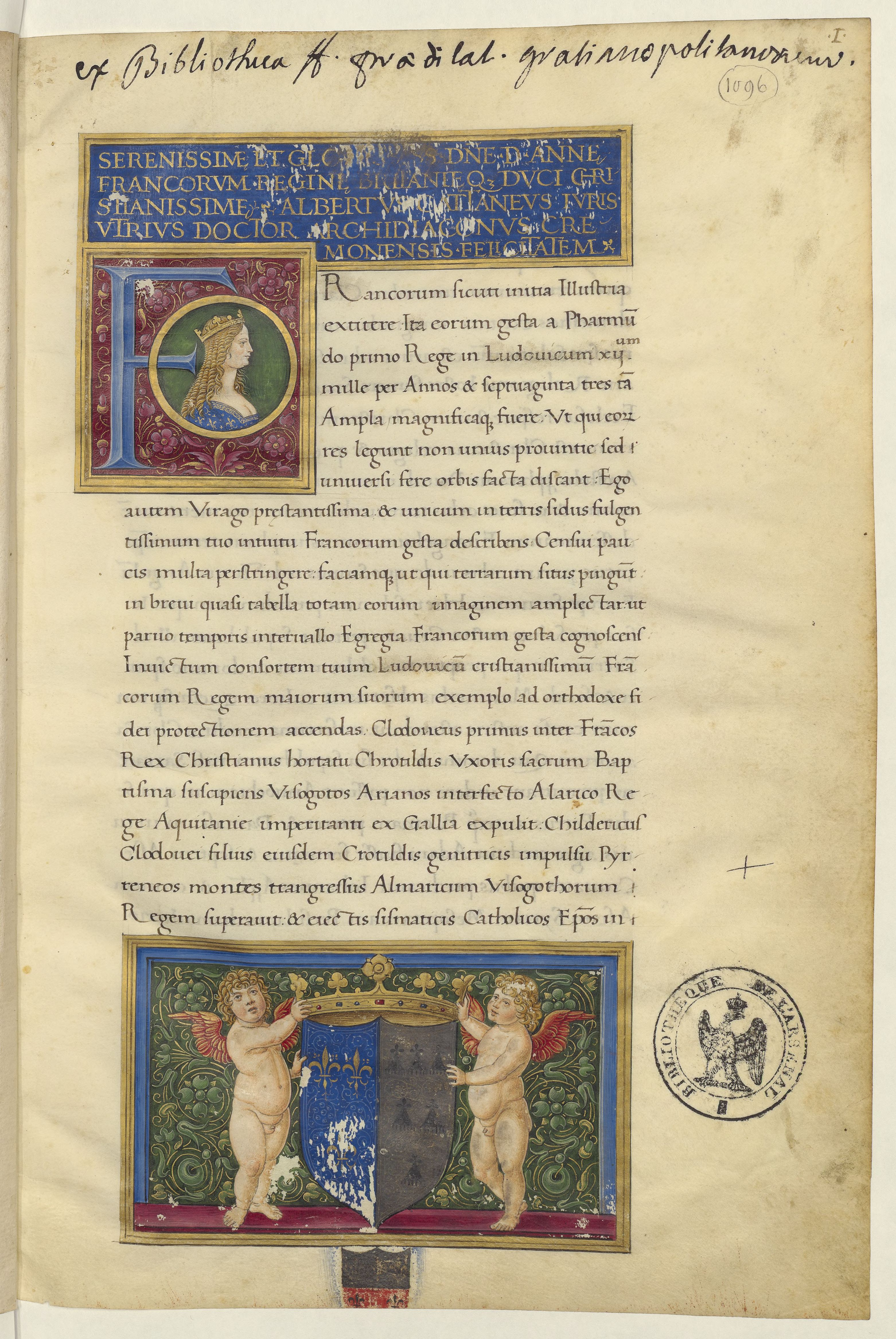
Histoire des rois de France d'Alberto Cattaneo offert à Anne de Bretagne, Bibliothèque de l'Arsenal.

- Graduel pour le couvent Saint-Dominique de Brescia (it), vers 1470, Victoria and Albert Museum, Londres, MSL/1963/3691[4]
- Livres liturgiques pour la Cathédrale de Brescia, en collaboration avec le Maître des Heures de l'Abbaye de Birago, le Maître d'Ippolita et le Maître du Psautier de Vicence, vers 1471–4, Pinacothèque Tosio Martinengo, Brescia, nos 22, 23 and 25 avec des miniatures détachées au Musée d'art Nelson-Atkins (Kansas City (Missouri)) 33-1363[5], à la Boston Public Library (Ms.1575) et dans la collection W.M.Voelkle
- Bréviaire romain imprimé par Jenson et Jean de Cologne à Venise, décoré pour Pietro Barozzi (it), 1481, Bibliothèque nationale autrichienne, Inc. 4.H.63
- Panégyrique du Doge Marco Barbarigo, vers 1486, British Library, Add. 21463
- Commissio du doge Barbarigo à Giovanni Capello, bibliothèque de l'Université Princeton, Garrett 159[6]
- Commissio du doge Barbarigo, Bibliothèque Bodléienne, Oxford, Ms.Ashmole 811
- Livre d'heures fait à Venise ou Milan, British Library, Add.35316
- Daphniphilos, Herzog August Bibliothek, Wolfenbüttel, Cod. Guelf.Extravagantes 277.4°
- Pontifical du cardinal Johannes Vitéz, avant 1490, Bibliothèque apostolique vaticane, MS. Ott. lat. 501[7]
- Heures Sforza, manuscrit entamé par Birago pour Bonne de Savoie en collaboration avec le Maître de Muzzio Attendolo et le Maître , vers 1490-1494 puis achevé par Gerard Horenbout vers 1520, British Library, Add.34294, ainsi que 3 feuillets détachés, Add.45722, 62997 et 80800
- Heures de Francesco Maria Sforza, vers 1491–4, British Library, Add. MS. 63493
- Vie de Saint Iosaphat, pour Bonne de Savoie, Biblioteca nazionale Braidense, Milan, MS. AC XI, 37
- Sforziada (pl), poème panégyrique de Giovanni Simonetta (it), traduit en italien et imprimé en plusieurs exemplaires enluminés : pour Ludovic Sforza, London, BL, Grenville 7251 ; pour son neveu Giangaleazzo Sforza, Bibliothèque nationale de France, Imp., rés., vél. 724 ; pour son gendre Galeazzo Sanseverino, Bibliothèque nationale, Varsovie, Inc.F.1378 (exemplaire signé) et 9 fragments d'un exemplaire signé au Musée des Offices de Florence (Nrs. 843, 4423-4430).
- Contrat de mariage entre Ludovic Sforza et Béatrice d'Este, 1494, British Library, Add.21413[8]
- Ianua, grammaire destinée à Massimiliano Sforza, en collaboration avec Giovanni Ambrogio de Predis, vers 1495-1499, en collaboration avec le Maître d'Anna Sforza, Biblioteca Trivulziana, Milan, ms.2167
- Livre d'heures offert par Ludovic à Charles VIII de France, vers 1494-1495, Collecton Cini, Venise, Ms.4
- Vies des rois de France d'Alberto Cattaneo de Piacenza pour Anne de Bretagne, vers 1497, Bibliothèque de l'Arsenal, Ms.1096[9]
- Livre d'heures pour un commanditaire de Crémone, Bibliothèque de l'université de Cambridge, Add. MS. 4104

### Estampes

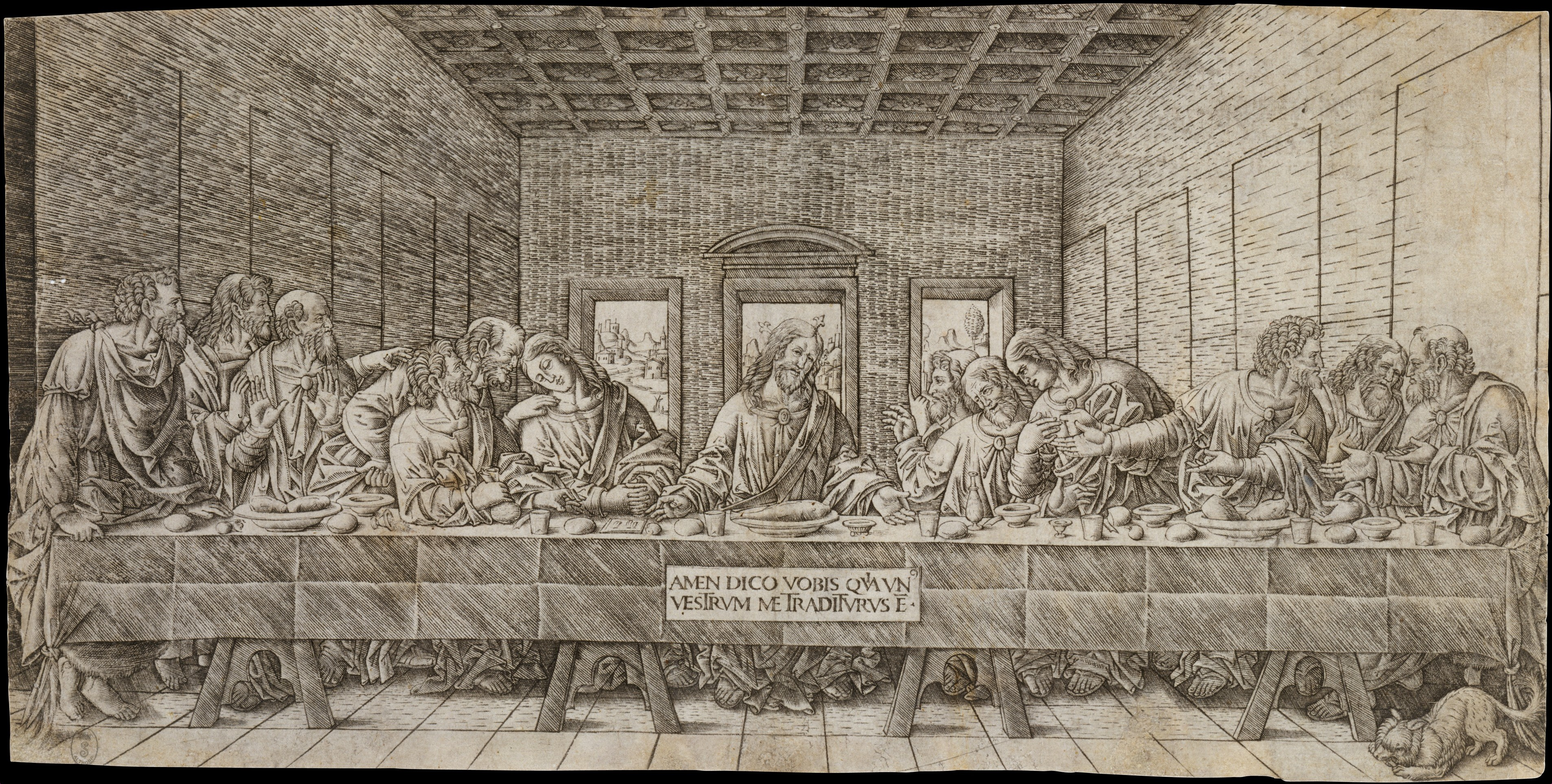
La Cène, gravée d'après Léonard de Vinci.

19 gravures lui sont attribuées, notamment sur la base de ses décors de marges dans des manuscrits : 
- Série de 12 panneaux d'ornements, dont 9 gravés de sa main et 3 par Zoan Andrea, BNF, Ea 19 c rés. Cl. 97 B 152244 ; musée du Louvre, 4524-4536 LR ; National Gallery of Art, Washington, 1941.1.12-13 et autres[11] ; 6 estampes à l'Art Institute of Chicago[12]
- La Cène dite à l'épagneul, d'après Léonard de Vinci, BNF Ea 19 c rés. Cl. B 28684 et Metropolitan Museum of Art, 1998.95[13]
- La Vierge et l’Enfant avec deux anges musiciens dans un paysage, en collaboration avec Zoan Andrea, BNF, Ea 32 a rés. Cl. 68 C 34757 et musée du Louvre, 4075 LR
- L'Assomption de la Vierge, musée du Louvre, 3809 LR[14]
- Tête de Christ couronnée d’épines, BNF, Ea 32 a rés. Cl. 90 B 117874
- Douze enfants nus avec un chien, jouant, BNF, Ea 32 a rés. Cl. 90 B 117873 ; Art Institute of Chicago, 1956.994[15]